# Oncophanes americanus
Oncophanes americanus är en stekelart som först beskrevs av Weed 1887.  Oncophanes americanus ingår i släktet Oncophanes och familjen bracksteklar. Inga underarter finns listade i Catalogue of Life.